# Kärrpaddspindel
Kärrpaddspindel (Ozyptila gertschi) är en spindelart som beskrevs av Kurata 1944. Kärrpaddspindel ingår i släktet Ozyptila och familjen krabbspindlar. Enligt den finländska rödlistan är arten sårbar i Finland. Enligt den svenska rödlistan är arten nära hotad i Sverige. Arten förekommer i Götaland och Svealand. Artens livsmiljö är rikkärr. Inga underarter finns listade i Catalogue of Life.